# Daniel Burley Woolfall
Daniel Burley Woolfall (15 tháng 6 năm 1852 - 24 tháng 10 năm 1918) là chủ tịch FIFA thứ 2 từ năm 1906 đến 1918.